# اوکه بوری
اوکه بوری (سوئدی: Åke Borg؛ ۱۸ اوت ۱۹۰۱ – ۶ ژوئن ۱۹۷۳) شناگر اهل سوئد بود.
وی در مسابقات کشوری و بین‌المللی در مجموع برندهٔ ۱ مدال نقره، ۲ مدال برنز شده‌است.